# شهرک مصطفی، لاهور
شهرک مصطفی (به انگلیسی: Mustafa Town) یک منطقهٔ مسکونی در پاکستان است که در پنجاب واقع شده‌است.